# Боно (Јужна Каролина)
Боно (Јужна Каролина) (енгл. Bonneau) град је у америчкој савезној држави Јужна Каролина.

## Демографија
По попису из 2010. године број становника је 487, што је 133 (37,6%) становника више него 2000. године.
| Група             | 2000.       | 2010.       |
| Белци             | 270 (76,3%) | 404 (83,0%) |
| Афроамериканци    | 72 (20,3%)  | 60 (12,3%)  |
| Азијати           | 0 (0,0%)    | 7 (1,4%)    |
| Хиспаноамериканци | 3 (0,8%)    | 8 (1,6%)    |
| Укупно            | 354         | 487         |